# Чёрная (приток Оки)
Чёрная — река в Коломенском районе Московской области России, правый приток Оки. Длина — 13 км, площадь водосборного бассейна — 79,3 км².

## Течение
Исток находится юго-восточнее города Коломны — это три небольших ручья, образующих реку, примерно в 2 км к югу от платформы «Чёрная» Рязанского направления Московской железной дороги. В верхнем течении берёт северное направление, а в среднем и нижнем, протекая вдоль Новорязанского шоссе, — северо-западное и северо-восточное. Пересекает восточную часть Луховицкого соснового бора. Впадает в Оку у села Пирочи.

## Данные водного реестра
По данным государственного водного реестра России относится к Окскому бассейновому округу, речной бассейн реки — Ока, речной подбассейн реки — бассейны притоков Оки до впадения р. Мокши, водохозяйственный участок реки — Ока от города Коломна до города Рязань.
Код объекта в государственном водном реестре — 09010102012110000024527.